# Wilhelm Pötter
Wilhelm Pötter (* 2. Juli 1904 in Waldniel; † 29. Oktober 2002 in Münster) war ein deutscher Jurist. Er war von 1959 bis 1969 Präsident des Verfassungsgerichtshofes für das Land Nordrhein-Westfalen.

## Leben
Pötter trat nach seinem Studium der Rechtswissenschaft und der Ablegung der beiden Staatsexamen sowie einer Promotion zum Grundsteuerrecht als Gerichtsassessor in den Justizdienst ein. Er war von 1935 bis 1943 Amtsgerichtsrat am Amtsgericht Mönchengladbach und ab 1943 Oberamtsgerichtsrat am Amtsgericht Neuss. Im Zweiten Weltkrieg leistete er von 1939 bis 1945 Kriegsdienst und war nach Kriegsende ab 1946 wieder beim Amtsgericht sowie Landgericht Mönchengladbach tätig. Nachdem er im Jahr 1949 an das Oberlandesgericht Düsseldorf aufgestiegen war, berief ihn der damalige nordrhein-westfälische Ministerpräsident Karl Arnold (CDU) ins Amt eines Ministerialrats in die Staatskanzlei, wo ihm bereits 1954 der Aufstieg zum Ministerialdirigenten gelang. Er übernahm 1957 im Justizministerium die Leitung der Gesetzgebungsabteilung und wurde unter Minister Werner Schütz (CDU) am 1. August 1958 zum Staatssekretär im Kultusministerium ernannt.
Pötter war vom 1. Juli 1959 bis zu seinem Eintritt in den Ruhestand am 31. Juli 1969 Präsident des Verfassungsgerichtshofes und des Oberverwaltungsgerichtes für das Land Nordrhein-Westfalen.
Er war Mitglied der katholischen Studentenverbindungen KStV Alsatia Köln und KSt Winfridia Köln im KV.

## Auszeichnungen
- Großes Bundesverdienstkreuz mit Stern (1979)
- Paulus-Plakette des Bistums Münster
- Großkreuzes des Gregoriusordens